# News every. (中京テレビ)
『news every.』（ニュース・エブリィ）は、2010年3月29日から2012年3月30日まで中京テレビで放送されていた夕方のローカルニュース番組である（詳細後述）。同日に日本テレビで開始した夕方のニュース番組『news every.』のローカル版でもあった。略称およびタイトルコールは『every.』。

## 概要
日本テレビの全国版で4年間放送されていた『NNN Newsリアルタイム』が終了し、新番組『news every.』としてスタートさせるのに合わせて中京テレビも夕方のニュース番組を新しくすることとなった。キャスター陣やスタジオセット、タイムテーブルは、基本的には前番組『中京テレビNEWSリアルタイム』のものを踏襲している。キャスター陣は前番組時代の2009年3月に入れ替えが行われた関係で、本番組も継続出演となった。
- 中京テレビ版の番組コンセプトは「応援します!うるおい生活」[1]。番組タイトルは「ミンナ = every one」、「毎日 = every day」が由来となっている。番組テーマカラーは    ピンクと   マゼンタ[2]。
- 日本テレビから放送の『news every.』（16:53 - 19:00）よりも前の時間に『news every.』が放送されるのは、日本テレビ系列局で唯一であった。
- 通算放送回数は、537回[3]。
- なお、2012年4月2日より、平日15:50 - 19:00に情報番組『キャッチ!』が始まったので、当番組は同年3月30日で終了した。（『キャッチ!』には、恩田・松岡・石橋が続投して出演している。）

## 放送時間
※時間は全て日本標準時で記す。

※放送分を除く（ ）内は土曜日のもの。
| 期間         | 期間                 | 平日                   | 平日                   |
| 期間         | 期間                 | 第1部                  | 第2部                  |
| ------------ | -------------------- | ---------------------- | ---------------------- |
| 2010.3.29    | 2011.9.30            | 16:49 - 17:50 （61分） | 18:16 - 19:00 （44分） |
| 2011.10.3    | 2012.3.30 （2013.3） | 16:49 - 17:53 （64分） | 18:15 - 19:00 （45分） |
| （2013.4.6） | （現在）             | （放送終了）           | （放送終了）           |

- 前番組『中京テレビNEWSリアルタイム』と同じ時間でスタートしていた。ただし、番組編成のため、16:53より開始することもあった。
- 平日の全国ネット枠は放送開始時から2011年9月30日までは『中京テレビNEWSリアルタイム』と同じく17:50 - 18:16、2011年10月3日からは17:53 - 18:15となっていた。

## 出演者

### 放送終了時

#### 平日の出演者
| 月曜 | 火曜             | 水曜             | 木曜             | 金曜             |
| メインキャスター | メインキャスター | メインキャスター | メインキャスター | メインキャスター |
| --- | ---------------- | ---------------- | ---------------- | ---------------- |
| 恩田千佐子※ |                  |                  |                  |                  |
| サブキャスター |                  |                  |                  |                  |
| 松岡陽子※ |                  |                  |                  |                  |
| 天気キャスター |                  |                  |                  |                  |
| 石橋武宜（気象予報士）※ |                  |                  |                  |                  |
| リポーター |                  |                  |                  |                  |
| 藤井利彦、尾原秀三、水谷陽介、本田恵美、前田麻衣子、鹿内美沙、柏田ユウリ、樋田かおり、石浜里奈、安部まみこ（CTV報道部） |                  |                  |                  |                  |
| ナレーター |                  |                  |                  |                  |
| 吉田太一 | 吉田太一         | 藤井利彦         | 藤井利彦         | 藤井利彦         |
| 柏田ユウリ | 鹿内美沙         | 柏田ユウリ       | 柏田ユウリ       | 鹿内美沙         |
| - ※印は前番組『中京テレビNEWSリアルタイム』から引き続き出演していた者。肩書きが無い者は全員中京テレビアナウンサー。 - 拡大スペシャルなど、放送時間拡大の場合は芸能リポーターや佐藤和輝（CTVアナウンサー）が出演することがあった。 |                  |                  |                  |                  |

### 過去（放送終了前）

#### 平日の出演者
| 期間 | 期間      | キャスター  | キャスター | キャスター   | コメンテーター | コメンテーター | コメンテーター | コメンテーター |
| 期間 | 期間      | メイン      | サブ       | お天気1      | 月             | 火             | 水             | 木・金         |
| --- | --------- | ----------- | ---------- | ------------ | -------------- | -------------- | -------------- | -------------- |
| 2010.3.29 | 2011.4.2  | 恩田千佐子2 | 松岡陽子2  | 石橋武宜2・3 | 加藤清隆2・4   | 内田俊宏2・5   | 玉越清美2・6   | 内田忠男2・7   |
| 2011.4.4 | 2012.3.30 | 恩田千佐子2 | 松岡陽子2  | 石橋武宜2・3 | （不在）       | （不在）       | （不在）       | （不在）       |
| - 1天気キャスターは月 - 金のみの出演となった。 - 2前番組『中京テレビNEWSリアルタイム』へレギュラーとして出演歴がある。 - 3気象予報士 - 4時事通信社元政治部長 - 5三菱UFJリサーチ&コンサルティングエコノミスト、2012年1月4日に経済の解説者としてゲスト出演した。 - 6愛知県警中警察署元署長 - 7国際ジャーナリスト・名古屋外国語大学教授、2011年の年末スペシャルに再びコメンテーターとしてゲスト出演 |           |             |            |              |                |                |                |                |

### 代理キャスター

#### news every.
| 「news every.」代理キャスター一覧 | 「news every.」代理キャスター一覧 | 「news every.」代理キャスター一覧 | 「news every.」代理キャスター一覧 |
| 休業者 | 代役                              | 休業日                            | 備考                              |
| --- | --------------------------------- | --------------------------------- | --------------------------------- |
| 恩田千佐子 | （松岡陽子）                      | 2010年8月16日 - 20日              | 夏季休暇のため                    |
| 恩田千佐子 | （松岡陽子）                      | 2011年8月22日 - 26日              | 夏季休暇のため                    |
| 恩田千佐子 | （松岡陽子）                      | 2011年8月31日                     | （不明）                          |
| 松岡陽子 | 我妻絵美                          | 2010年6月5日 - 7月2日1            | 海外研修のため                    |
| 松岡陽子 | 我妻絵美                          | 2011年5月31日、6月1日             | （不明）                          |
| 松岡陽子 | 我妻絵美                          | 2011年8月22日、25日               | 恩田が休暇を取っていたため        |
| 松岡陽子 | 我妻絵美                          | 2011年8月31日                     | 恩田が不在だったため              |
| 松岡陽子 | 鹿内美沙                          | 2010年6月5日 - 7月2日1            | 海外研修のため                    |
| 松岡陽子 | 鹿内美沙                          | 2010年8月18日 - 20日              | 恩田が休暇を取っていたため        |
| 松岡陽子 | 鹿内美沙                          | 2011年8月23日、24日、26日         | 恩田が休暇を取っていたため        |
| 松岡陽子 | 鹿内美沙                          | 2011年6月2日、3日                 | （不明）                          |
| 松岡陽子 | 鹿内美沙                          | 2011年11月28日、29日、12月2日     | 夏季休暇のため                    |
| 松岡陽子 | 鹿内美沙                          | 2012年2月20日、21日               | インフルエンザのため              |
| 松岡陽子 | 田岡咲香                          | 2010年6月5日 - 7月2日1            | 海外研修のため                    |
| 松岡陽子 | 田岡咲香                          | 2010年8月16日、17日               | 恩田が休暇を取っていたため        |
| 松岡陽子 | 前田麻衣子                        | 2011年11月30日                    | 夏季休暇のため                    |
| 松岡陽子 | 樋田かおり                        | 2011年12月1日                     | 夏季休暇のため                    |
| 松岡陽子 | 佐藤和輝                          | 2012年2月22日                     | インフルエンザのため              |
| 松岡陽子 | 佐藤和輝                          | 2012年3月12日、13日               | （不明）                          |
| 石橋武宜 | 堀江万喜2                         | 2010年11月8日 - 12日              | 夏季休暇のため                    |
| 石橋武宜 | 堀江万喜2                         | 2011年11月14日 - 18日             | 夏季休暇のため                    |
| - 堀江以外全員中京テレビアナウンサー。田岡・我妻は当時。 - 備考は各アナウンサーのブログより引用。 - 1 2010年6月5日 - 2010年7月2日の期間（松岡休業時）は3人が順々に代役を務めていた。 - 2 気象予報士。 |                                   |                                   |                                   |

## タイムテーブル
- 2011年4月14日から天気予報以外任意枠フルネットとなった。なお、2011年3月22日 - 4月7日は東日本大震災の影響からか、任意枠フルネットになった。それまでは、日本テレビより17時台任意枠の冒頭ニュース部分を同時ネットだった。

### 平日版のタイムテーブル
| 時刻                                                   | 放送内容                             | 備考 |
| ローカルパート・1                                      | ローカルパート・1                    | ローカルパート・1 |
| ------------------------------------------------------ | ------------------------------------ | --- |
| 16:49.00                                               | オープニング・トーク                 | 15:50 - 16:49枠の再放送番組（金曜は自社制作の『ラッキー!!』）からSB枠なしで接続。 恩田・松岡が立った状態であいさつをする。その後、トークに入り、ニュースを伝える。 |
| 16:49.00                                               | ローカルニュース                     | 15:50 - 16:49枠の再放送番組（金曜は自社制作の『ラッキー!!』）からSB枠なしで接続。 恩田・松岡が立った状態であいさつをする。その後、トークに入り、ニュースを伝える。 |
| 16:52.40                                               | 18時台の特集                         | 恩田が「18時台の特集はこちらです。」と言う。 |
| 任意枠                                                 |                                      | |
| 16:53.00                                               | 全国ニュース                         | 東京（日本テレビ）から全国のニュースを伝える。 |
| 17:09頃                                                | 日替わり企画                         | 曜日別のミニ特集。 |
| 17:19頃                                                | ビシバシ天気予報                     | 天気予報のみ飛び降り、中京テレビより伝える。 |
| 17:22頃                                                | 全国ニュース                         | 再び東京から伝える。 |
| 17:30頃                                                | フラッシュニュース                   | |
| 17:34頃                                                | カルチャー&スポーツ                  | 芸能、スポーツニュースコーナー |
| 17:44頃                                                | 全国ニュース                         | |
| 全国パート（ここから18:15までNNN協定による28局ネット） |                                      | |
| 時刻                                                   | 放送内容                             | 備考 |
| 17:53.00                                               | ニュース ミニ特集 フラッシュニュース | 全国のニュースを伝える。 |
| ローカルパート・2                                      |                                      | |
| 時刻                                                   | 放送内容                             | 備考 |
| 18:15.00                                               | ローカルニュース                     | 恩田があいさつをしてニュースを伝える。 |
| 18:17頃                                                | every.特集                           | 中京テレビあるいは日本テレビの特集をする。 |
| 18:40頃                                                | ローカルニュース                     | |
| 18:48頃                                                | ビシバシ天気予報                     | 気象予報士の石橋が伝える。 |
| 18:54頃                                                | ローカルニュース                     | FLASH every. になることもある。 |
| 18:57頃                                                | エンディングトーク                   | 恩田・松岡・石橋によるトーク。 |
| 18:57.00                                               | 放送終了                             | |

## 放送されていたコーナー
- プレゼン
  - 週に1 - 3回の頻度で放送されていた。キャッチフレーズは「旬の話題を徹底取材」。担当は主に松岡だが、他にも中京テレビのアナウンサーが担当することもあった。公式ホームページで過去6回分の放送を見ることができた[4]。
- every.特集
  - 上記の「プレゼン」が放送されない時に放送されることが多かった。ほとんどが自社制作だが、週に1回は日本テレビ制作のものが時差ネットで放送された[5]。また、時間の都合上、「気になる!」が放送されることもあった。
- ビシバシ天気予報
  - 平日の18時台後半に放送されていた。担当は気象予報士の石橋。
- 食卓の秘密
  - 毎週金曜日に放送されていた。
- 震災を考える
  - 東北地方太平洋沖地震（東日本大震災）が発生してからのコーナー。震災発生から約1年後の2012年3月5日 - 9日の一週間は地震への備えなどを放送した。また、震災発生から半年後（2011年9月11日）にはこのコーナーが発展して『大震災からの教訓!命を守る知恵』が放送された。なお、「every.特集.」に内包されていた。
- エンタメ
  - 放送時間拡大時のみの放送。スタジオは「おはZIP!」のものを使っていた。担当は芸能リポーター、佐藤一輝（CTVアナウンサー）の担当が多かった。
- キャップforスマイル
  - 不定期に放送されていた。捨ててしまえばゴミにしかならない“エコキャップ”を集めて、発展途上国の子どもたちにワクチンを送ろうという「エコキャップ運動」。子どもたちの命を救うともいえるこの運動に、俳優の川久保拓司が参加。「キャップforスマイル」企画として、東海3県で進行中の収集活動をリポート。地域住民の人たちとも触れ合う。2010年12月28日放送の『「news every.」年末スペシャル』をもって恩田も合流して大須商店街で終了した[6]。なお、上のタイムテーブルでは「every.特集.」に内包されていた。全14回の放送だった[6]。

## エピソード
ここでは、平日版・土曜版の両方を示す。なお、土曜版については文末に※印をつけた。
- 番組開始当初 - 恩田が一度「NEWSリアルタイムでは…」と言い、松岡に小声で注意された。
- 2010年5月31日 - 松岡が番組冒頭、29日に結婚したことを報告した[7]。
- 2011年5月14日 - 水谷陽介が代理キャスターを務めたこの日は、ローカルパートの最初のあいさつ「こんばんは。」がマイクのスイッチが入っておらず無声になったが、急いでスイッチを入れ「あっ。こんばんは。」と言い、何とかあいさつが有声になった。また、最後の天気予報は、途中で途切れた（放送終了の時間になったため）。※
- 2011年11月10日 - CM明けの18時56分ごろに発生した愛知県西部を震源とする地震により、季節の話題（クリスマスのイルミネーション）が急遽無くなり、恩田が報道スタジオの様子[8]などを伝えた。なお、中京テレビ本社がある名古屋市昭和区の震度は2だった[9]。
- 2012年1月12日 - 朝の情報番組「ZIP!」に出演しているダイスケとZIPPEI（弟）が出演した[10]。ZIPPEIは石橋の臭いを嗅いでいたので、放送終了後、恩田が石橋に聞いたところ「静電気がきていた」と答えた[11][12]。

## 使用曲

### オープニング
- 作曲:MAYUKO
  - 日本テレビと同一のものを使用していた。

### エンディング
- 作曲:不明

## スタッフ
- ナレーション:鹿内美沙、柏田ユウリ、吉田太一、藤井利彦 ほか
- ディレクター:堀田健司、須田真理 ほか
- リポーター:中京テレビアナウンサー、中京テレビ報道部記者 ほか
- 制作協力:CTV MID ENJIN
- 制作著作:中京テレビ

### 過去のスタッフ
- ナレーション:高橋重憲（元中京テレビアナウンサー） - 番組開始当初から2011年6月21日放送分まで担当[13]。
- リポーター:田岡咲香（同上） - 番組開始当初から2011年3月31日放送分まで担当[14]。